# Zeppelin Staaken R.VI
Le Zeppelin Staaken R.VI est un bombardier biplan quadrimoteur allemand de la Première Guerre mondiale. Il était aussi appelé « Riesenflugzeug », littéralement « avion géant ».
Le R.VI est un des bombardiers allemands les plus construits pendant la guerre et un des premiers avions militaires à être dotés d'un cockpit fermé (le premier était le russe Sikorsky Ilia Mouromets). Il était réputé être un des plus grands avions militaires de la Première Guerre mondiale, prototypes et avions de série confondus. Seul le prototype Siemens-Schuckert R.VIII de 48 mètres d'envergure dépassait les 42,2 mètres du R.IV. On notera qu'il égalait presque les 43,1 mètres du Boeing B-29 Superfortress de la Seconde Guerre mondiale.

## Conception et développement
En septembre 1914, au début de la Première Guerre mondiale, Ferdinand von Zeppelin imagine le concept du bombardier Riesenflugzeug (dit de type R), plus grand que le Gotha G. En collaborant avec des ingénieurs de la compagnie Bosch, il crée le consortium Versuchsbau Gotha-Ost (VGO) dans un hangar loué à l'usine Gotha. Alexander Baumann devient son ingénieur en chef, bien que d'autres ingénieurs remarquables aient rejoint l'équipe ensuite, tels que Claudius Dornier, associé de Zeppelin et pionnier de la construction tout métal en 1915 avec Hugo Junkers, ainsi que Adolf Rohrbach, protégé de Baumann. Presque tous les Zeppelin-Staaken de type Riesenflugzeug étaient conçus autour d'une configuration de type propulsive et/ou push-pull (propulsive et tractrice).
Le premier Riesenflugzeug construit fut le VGO.I qui vola en avril 1915 avec 3 moteurs, dont 2 en configuration propulsive et 1 en configuration tractrice. Il fut construit pour la marine allemande et servit sur le Front de l'Est.
Il fut par la suite modifié avec deux moteurs supplémentaires, mais il s'écrasa à Staaken lors de test. Une machine similaire, le VGO.II, fut utilisée sur le front de l'est.
Baumann était un pionnier des techniques de construction légères et il plaça les quatre moteurs dans des nacelles entre l'aile supérieure et l'aile inférieure afin de répartir la charge sur les longerons d'aile.
L'avion suivant était le VGO.III avec six moteurs. Les moteurs Maybach de 160 ch étaient jumelés pour faire tourner seulement 3 hélices.
En 1916, le VGO déménagea à Staaken, dans la banlieue de Berlin, afin de profiter des vastes abris de dirigeables Zeppelin. Le successeur du VGO.III fut le Staaken R.IV, le seul Zeppelin-Staaken de type-R à avoir survécu à la Première Guerre mondiale. Il était lui aussi équipé de 6 moteurs faisant tourner 3 hélices : une configuration tractive dans le nez et deux nacelles propulsives entre les ailes de chaque côté. À l'automne 1916, Staaken finalisa les modèles R.V, R.VI et R.VII utilisant la même conception, et l'armée allemande sélectionna le modèle R.IV pour la production en série, supplantant le R.IV ainsi que les autres avions de type R, dont celui de la Siemens-Schuckertwerke AG.
Avec quatre moteurs montés en tandem (configuration push-pull), et un cockpit entièrement fermé, la conception du R.VI ne nécessitait pas les complexes boîtes de vitesses des autres type R. Chaque bombardier R.VI coûtait 557 000 marks et nécessitait une équipe au sol de 50 hommes. Il nécessitait un train d'atterrissage complexe composé de 18 roues pour supporter son poids, avec 2 roues sous le nez et 4 groupes de 4 roues sous le fuselage. En vol, 2 mécaniciens étaient installés dans les nacelles des moteurs. Les bombes était stockées dans une soute interne située sous les réservoirs de carburant principaux, avec 3 racks de 7 bombes. La capacité d'emport du R.VI était de 1 000 kg de bombes.
Bien que l'appareil soit conçu par Versuchsbau, qui était responsable du projet, la production des R.VI est réalisée par d'autres constructeurs.
Un des R.VI fut transformé en hydravion et équipé de flotteurs pour l'aéronavale allemande, et désigné en tant que type L avec le numéro de série 1432. Après le premier vol du type L le 5 septembre 1917, l'avion s'écrase le 3 juin 1918. Le type 8031, dont quatre modèles furent commandés et trois furent livrés, était développé à partir du R.VI avec une élévation du fuselage par-dessus l'aile inférieure pour une meilleure étanchéité, éliminant par la même occasion la soute à bombe et fermant la position de la mitrailleuse avant.
Le R.VI portant le numéro de série R.30/16 fut un des premiers avions connus équipé d'un turbocompresseur, avec 5 moteurs : un Mercedes D.II fut ajouté au milieu du fuselage, entraînant un turbocompresseur Brown-Boveri de quatre étages à 6000 tr/min. Ce dispositif permettait au R.30/16 de grimper à une altitude de 5 800 m (19 100 pieds). L'idée d'un turbocompresseur entraîné par une source externe et relié aux moteurs qui entraînent les hélices ne fut pas réutilisée jusqu'à la Seconde Guerre mondiale, où le Henschel Hs 130 fit revivre l'idée avec son système Höhen-Zentral-Anlage (HZ-Anlage). Le R.30/16 fut par la suite équipé de quatre des tout premiers exemplaires d'hélice à pas variable, dont le pas ne pouvait être changé qu'au sol.

## Engagement au combat
Le R.VI équipa deux unités de la Luftstreitkräfte, la Riesenflugzeug-Abteilung (Rfa) 500 et la Rfa 501. Le premier appareil fut livré le 28 juin 1917.
Ces unités servirent d'abord sur le front est et étaient basées à Alt-Auz et à Vilua en Courlande jusqu'en août 1917. Presque toutes leurs missions étaient effectuées de nuit avec 770 kg de bombes à bord, à une altitude comprise entre 2 000  et   2 400 mètres, pour une durée de 3 à 5 heures.
La Rfa 501 fut transférée à Gand, en Belgique, pour des opérations visant la France et la Grande-Bretagne. Elle arriva le 12 septembre 1917 à l’aérodrome de Saint-Denis-Westrem. Elle fut ensuite déplacée à l'aérodrome de Scheldewindeke, au sud des quartiers généraux de Gontrode. Pendant ce temps, la Rfa 500 était basée à Castinne en France, avec pour principales cibles des aérodromes et des ports français.
La Rfa 501, avec une moyenne de cinq R.VI disponibles par missions, conduit 11 raids sur la Grande-Bretagne entre le 28 septembre 1917 et le 20 mai 1918, larguant 27 190 kg de bombes (en 30 sorties ?). Les avions volaient individuellement vers leur cible lors des nuits de pleine lune, utilisant des indications radios après le vol et en suivant la Tamise. Les 550 km jusqu'à Londres nécessitaient 7h de trajet aller-retour. Aucun de ces appareils ne fut perdu au-dessus de l'Angleterre (comparé aux 28 Gotha G abattus au-dessus du sol anglais), mais 2 appareils s'écrasèrent en tentant de rejoindre leur base en pleine nuit.
Quatre R.VI furent abattus au combat et 6 autres furent détruits dans des crashs, sur les 13 utilisés pendant la guerre. 6 sur les 18 construits survécurent aux combats ou furent achevés après l'armistice.